# Regő
Regő est un prénom hongrois masculin.

## Étymologie
"Regő" est un ancien nom de personne hongrois, vraisemblablement indépendant du surnom Reg.

## Équivalents
"Rego" est un prénom et un nom de famille d'origine portugaise.

## Fête
Les "Regő" sont fêtés le 5 juin, le 2 août ou le 8 décembre.